# Mestský atletický štadión Antona Hajmássyho
Mestský atletický štadión Antona Hajmássyho – stadion lekkoatletyczny w Trnawie, na Słowacji. Został otwarty w 1970 roku. Może pomieścić 4000 widzów. Obiekt służy lekkoatletom klubu AŠK Slávia Trnava.
Projekt stadionu powstał w 1965 roku, a jego budowa rozpoczęła się trzy lata później. W 1970 roku oddano do użytku stadion z żużlową bieżnią lekkoatletyczną i otaczającymi go wałami ziemnymi. Obiekt jest częścią kompleksu sportowego, w jego otoczeniu znajdują się m.in. boiska piłkarskie, korty tenisowe i hala sportowa. W latach 80. XX wieku na wałach ziemnych stadionu utworzono trybuny dla widzów. Od 2002 roku obiekt wyposażony jest w tartanową bieżnię lekkoatletyczną. 30 września 2006 roku stadionowi nadano imię trenera lekkoatletycznego Antona Hajmássyho. W 2014 roku po zachodniej stronie stadionu, w centralnej części, stanęła nowa, zadaszona trybuna. W 2017 roku odnowiono nawierzchnię bieżni lekkoatletycznej, nadając jej przy okazji niebieski kolor. Na stadionie odbywały się m.in. lekkoatletyczne Mistrzostwa Słowacji.